# (16094) Scottmccord
(16094) Scottmccord es un asteroide del cinturón principal, a 2,163827 UA. Posee una excentricidad de 0,1150649 y un período orbital de 1 396,54 días (3,82 años).
Scottmccord tiene una velocidad orbital media de 19,04746566 km/s y una inclinación de 5,72233º.
Este asteroide fue descubierto en 2 de octubre de 1999 por LINEAR.